# Wai Lin
Wai Lin é uma personagem fictícia do filme 007 O Amanhã Nunca Morre, décimo-oitavo da série cinematográfica de James Bond, criado por Ian Fleming. Foi interpretada pela atriz malaia Michelle Yeoh.

## Características
Lin é uma agente do 
Serviço Secreto Chinês perita em artes marciais. Independente, auto-suficiente e inteligente, ela se alia a Bond na investigação sobre o vilão Elliot Carver e sua organização.

## Filme
Lin e Bond encontram-se primeiramente numa recepção promovida pelo magnata das comunicações Elliot Carver em Hamburgo - onde ela comparece disfarçada de repórter e Bond de empresário - para anunciar mais uma de suas grandes conquistas midiáticas. Sua missão é investigar se o desaparecimento de material stealth de uma base chinesa tem alguma ligação com o magnata. Megaempresário de comunicações, o plano de Carver é insuflar uma guerra entre a China e a Grã-Bretanha e, controlando com exclusividade as informações pelo lado chinês, tornar-se o dono da mídia mundial.
Os dois agentes passam a trabalhar juntos, encontrando-se no fundo do mar enquanto investigam os destroços do Devonshire, a fragata britânica afundada pelo barco stealth de Carver. Ao voltarem à superfície, são surpreendidos por Stamper, o capanga do magnata, que junto com seu homens leva os dois agentes presos até Saigon, para um encontro com Carver. Os dois, algemados, fogem do edifício para onde foram conduzidos rasgando juntos um enorme cartaz preso na fachada, que os permite descer até o chão com se fosse um rapel, e fogem dos capangas numa corrida de motocicleta pelas ruas da cidade, ainda algemados, escapando de Stamper e de homens a bordo de um helicóptero.
Depois de demonstrar suas habilidades marciais a Bond quand são surpreendidos por adversários locais, Lin o acompanha na descoberta e interceptação do barco invisível de Carver, que invadem, e na luta que se segue, Carver e Stamper são mortos e a embarcação destruída. Apenas após o término da missão, Wai Lin cai nos braços de James Bond.